# Ortenau
Ortenau è una regione storica situata sul lato destro dell'Alto Reno e nella zona alle pendici occidentali della Foresta Nera in Germania. Dal nome Ortenau derivano il nome di un circondario della zona (Ortenaukreis) e il nome di un vino (Ortenauer Wein). La regione si estende per circa 70 km dal fiume Oos presso Baden-Baden fino al torrente Bleichbach presso Herbolzheim a sud. La città più importante della regione è Offenburg, centro economico e culturale dell'area.
| Controllo di autorità | VIAF (EN) 151277291 · LCCN (EN) n81031884 · GND (DE) 4043909-4 · J9U (EN, HE) 987007555053705171 |